# Une romance italienne
Pour plus de détails, voir Fiche technique et Distribution.
Une romance italienne (en italien : « L'amore ritrovato ») est un film franco-italien réalisé par Carlo Mazzacurati et sorti en 2004. 
Le scénario, coécrit par Doriana Leondeff, Claudio Piersanti et le réalisateur, s'inspire du roman Una relazione, de Carlo Cassola. 
Le film est présenté hors concours à la Mostra de Venise 2004 le 8 septembre 2004, puis, huit jours plus tard, au Festival international du film de Toronto. Le 11 décembre 2004, il est projeté, hors compétition, au Festival international du film de Marrakech, puis en avant-première, le 16 juin 2005, à celui de Cabourg.

## Synopsis
Toscane, 1936. Giovanni Mansani est un jeune banquier de 30 ans. Mariée à Gabriella, s'ils forment un couple heureux et sont les parents d'un petit garçon, leur vie est plutôt morne. 
Un jour, lors du trajet en train vers Livourne, ville où il travaille depuis peu, Giovanni croit reconnaître Maria, un ancien amour de jeunesse, sous les traits d'une jeune femme brune, attendant sur le quai d'une gare. Troublé, il cherche à la revoir et réussit à la rencontrer plusieurs jours plus tard. Elle est effectivement Maria, autrefois blonde et quelques kilos en moins, et Giovanni, dont les souvenirs affleurent, tombe à nouveau sous son charme. Après leur journée de travail, ils se retrouvent sur une plage et, malgré le statut d'homme marié et de père de famille de Giovanni, Maria se donne à lui. Les rencontres se multiplient entre les deux amants qui vivent une intense relation, interrompue par le rappel sous les drapeaux de Giovanni, dû à la guerre italo-éthiopienne.
Le temps passe, Giovanni et Maria se revoient neuf ans plus tard, à la fin de la Seconde Guerre mondiale ; elle est désormais mariée et mère d'une petite fille...

## Fiche technique
- Titre : Une romance italienne
- Titre original : L'amore ritrovato
- Réalisation : Carlo Mazzacurati
- Scénario : Doriana Leondeff • Carlo Mazzacurati • Claudio Piersanti • Carlo Cassola (roman Una relazione)
- Décors : Giancarlo Basili • Barbara Cicero
- Costumes : Gianna Gissi
- Direction de la photographie : Luca Bigazzi
- Son : Andrea Dallimonti • William Flageollet • Bruno Pupparo
- Montage : Paolo Cottignola
- Musique : Franco Piersanti
- Producteur : Donatella Botti
- Production : Bianca Film • Pyramide Productions
- Distribution : Pyramide distribution (pour la France) • Medusa Distribuzione (pour l'Italie)
- Pays :  France •  Italie
- Langue : italien
- Genre : drame, romance
- Classification :  France : U (Tous publics)
- Format : couleur • 35 mm • 2,35:1
- Dates de sortie :  
  -  Italie : 8 septembre 2004 (Mostra de Venise)
  -  Canada : 16 septembre 2004 (Toronto International Film Festival)
  -  Belgique : 7 septembre 2005
  -  France : 10 août 2005
  - DVD :  France : 6 avril 2006
  - Durée : 98 minutes

## Distribution
- Stefano Accorsi : Giovanni
- Maya Sansa : Maria
- Marco Messeri : Franchino
- Anne Canovas  : Ines
- Roberto Citran : Alvaro
- Marie-Christine Descouard : Mère de Maria
- Pietro Fornaciari : Renato Lorenzi
- Luisanna Pandolfi : Armida
- Alba Rohrwacher : Collègue de Maria
- Claude Lemaire : le chef de train